# Ellinor Skagegård
Marie Ellinor Skagegård, född 3 oktober 1984 i Helga Trefaldighets församling i Uppsala, är en svensk journalist, författare och musiker.

## Biografi
Ellinor Skagegård växte upp i Storvreta utanför Uppsala. Under grundskoletiden gick hon Uppsala musikklasser, där hon fick chans att utveckla det intresse för musik som hon hade haft sedan tidig ålder. Efter gymnasiet studerade Skagegård filosofi och musikvetenskap vid Uppsala universitet. Under studieåren var hon medarbetare på studenttidningen Ergo, och hon läste även en påbyggnadsutbildning i journalistik vid universitetet. Efter avslutade studier fick hon fick hon 2012 ett vikariat på Upsala Nya Tidnings kulturredaktion. Hon har även i perioder vikarierat på Svenska Dagbladets kulturredaktion.
Skagegård är i dag bosatt i Uppsala och främst verksam som frilansjournalist. Bland uppdragsgivarna finns förutom Upsala Nya Tidning och Svenska Dagbladet, Tidningen Visamt tidningen Författaren, där hon även är redaktör. Hon är också anlitad som samtalsledare och moderator, bland annat vid Uppsala stadsbibliotek. Vidare är Skagegård engagerad i Svenska Pen, och medlem i dess programkommitté.
Ellinor Skagegård är dotter till författaren Lars Åke Skagegård.

## Författarskap
Skagegård debuterade 2019 med För dig ska musiken bara vara ett smycke, en biografi om kompositören Fanny Mendelssohn, syster till Felix Mendelssohn. I boken skildras Fannys nära relation till brodern, och hur fadern uppmanade dem båda att spela och komponerar. Men medan syftet för Felix del var att han ska bli en framstående kompositör var fadern bestämd med att den för Fanny bara ska förbli en fritidssysselsättning. 2021 kom boken ut i tysk översättning med titeln Fanny Mendelssohns unerhörtes Gespür für Musik.
Debuten följdes fyra år senare upp av Quelqu'une – Berättelsen om Märta Lindqvists otroliga liv. Boken, som inte minst bygger på brev och dittills helt okända dagböcker, handlar om den svenska journalisten Märta Lindqvist (1888-1939), som precis som Ellinor Skagegård själv var verksam på Svenska Dagbladet.

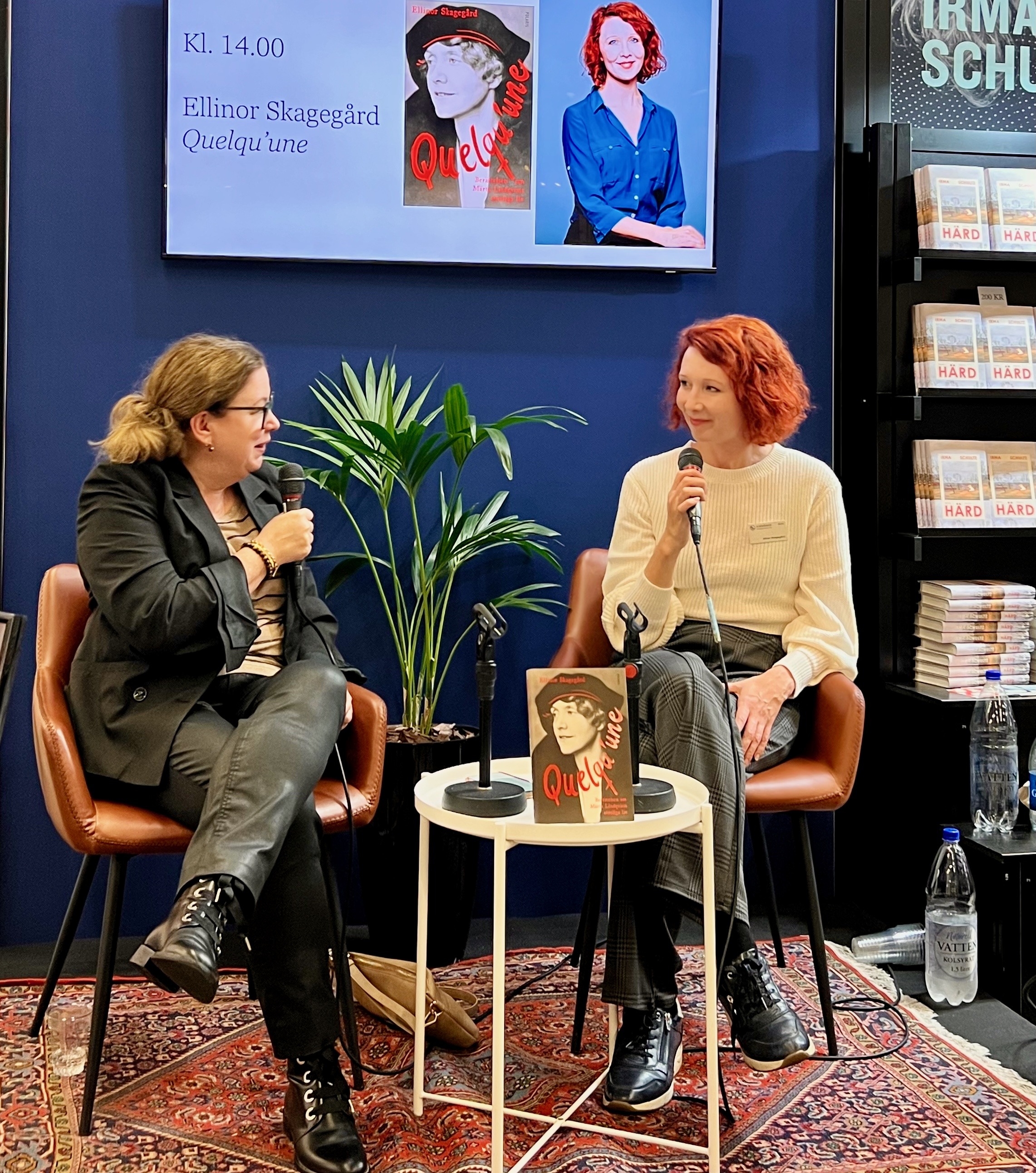
Ellinor Skagegård intervjuas på Bokmässan i Göteborg 2023.

## Musikskapande
Parallellt med journalistiken och författarskapet är Ellinor Skagegård musiker och låtskrivare. Hon har genom åren ingått i en rad bandkonstellationer i Uppsala som Svavelsyster, Ellinor Skagegård & Mistletoe samt Ellinor Skagegård & the 5th Season. Det är dock med musikern Linda Brandemark och bandet Dragon Dolls som hon har haft sitt längsta samarbete. Gruppen startade som en trio 2011, blev snart en duo, men är numera ofta förstärkt med Saga Hävermark och Tora Hävermark på trummor och bas..